# Калнская волость
Калнская волость (латыш. Kalna pagasts) — одна из двадцати пяти территориальных единиц Екабпилсского края Латвии. Граничит с Абельской, Салской, Виеситской, Элкшнинской, Акнистской и Лейманской волостями своего края.
Крупнейшими населёнными пунктами волости являются: Видсала (волостной центр), Дубулты, Кална Уденани, Сила Уденани, Вагулани, Варзгуне.
По территории волости протекают реки: Аралите, Эрмите, Гоба, Подвазе, Варзгуне, Вецалдауница, Зиемельсусея. Находятся озёра: Клауцану, Номавас, Приекулану, Варзгунес и Круклиньское водохранилище.

## История
В 1945 году в Биржской волости Екабпилсского уезда был образован Калнский сельсовет. В 1954 году к Калнскому сельсовету Екабпилсского района была присоединена территория ликвидированного Видсалского сельсовета.
В 1956 году в состав Калнского сельсовета была добавлена территория колхоза им. Ворошилова Элкшненского сельсовета. В 1977 году — часть территории Лейманского сельсовета. В 1977 году часть территории Калнского сельсовета была переподчинена Абельскому сельсовету.
В 1990 году Калнский сельсовет был реорганизован в волость. В 2009 году, по окончании латвийской административно-территориальной реформы, Калнская волость вошла в состав Екабпилсского края.